# Valentín Sánchez de Toledo
Valentín Sánchez de Toledo y Artacho (Medina del Campo, provincia de Valladolid, 16 de noviembre de 1851 - Madrid, 21 de mayo de 1935) fue un político español, diputado conservador y gobernador civil de Barcelona a finales del siglo XIX.

## Biografía
En 1890 era academia de la Real Academia de la Historia. Fue elegido diputado del Partido Conservador por el distrito de Cuéllar (provincia de Segovia) a las elecciones generales españolas de 1896 y 1899. También fue nombrado gobernador civil de Barcelona del 29 de julio al 29 de diciembre de 1892, y del 9 de abril de 1895 al 26 de mayo de 1896. Durante su mandato suspendió Odón de Buen y del Cuerpo durante un conflicto que mantuvo con el rector de la Universitat de Barcelona en defensa de la libertad de cátedra.